# Irada Aliyeva
Irada Aliyeva (en azeri : İradə Azad qızı Əliyeva; née le 27 décembre 1991 à Bakou) est une athlète paralympique azerbaïdjanaise, figurant dans la catégorie F12 pour les personnes aveugles. Vainqueuse de la Coupe du monde chez les paralympiens en 2015. Irada représente l'Azerbaïdjan aux Jeux paralympiques d'été de 2016 à Rio de Janeiro, où elle remporte la médaille d'argent.

## Carrière
Au début, Irada Azad gizi Aliyeva veut devenir professionnelle dans le volley-ball, mais en raison de sa petite taille, elle préfère le lancer du javelot. Selon I.Aliyeva, le lancer du javelot est une discipline difficile et elle aime « les défis ». Irada est diplômée de l'Académie nationale de l'éducation physique et du sport d'Azerbaïdjan. Elle commence à se produire en 2005. En 2009, elle décide de faire une pause dans le sport, mais en 2014, elle y revient. En 2015, elle participe aux premiers Jeux européens à Bakou au lancer du javelot. Lors de ce tournoi, Aliyeva prend la 10e place avec un résultat de 36,99 m.

## Succès
En octobre 2015, aux Championnats du monde de Doha à Qatar Irada Aliyeva remporte la médaille d'or au javelot, établissant un nouveau record du monde (44,18 m) et devient également titulaire d'un permis pour les Jeux paralympiques d'été de 2016 à Rio de Janeiro. Aux Jeux paralympiques, dans la catégorie F12/13 I.Aliyeva lance un javelot à 42,58 mètres et termine deuxième. En septembre 2016, par décret du président de l'Azerbaïdjan Ilham Aliyev, Aliyeva est décorée de l'Ordre « Pour service à la patrie » IIIe degré pour ses hautes performances aux Jeux paralympiques d'été de 2016 à Rio de Janeiro, ainsi que pour ses mérites dans le développement du sport azerbaïdjanais.